# Arturo Romero Salvador
Arturo Romero Salvador (Pozalmuro, província de Sòria, 26 d'octubre de 1946) és un enginyer químic espanyol, acadèmic de la Reial Acadèmia de Ciències Exactes, Físiques i Naturals.

## Biografia
Llicenciat en ciències químiques a la Universitat Complutense de Madrid, on s'hi doctorà el 1973. El 1978 aconseguí la càtedra d'Enginyeria Química a la Universitat del País Basc i el 1983 la mateixa càtedra a la Facultat de Química de la Universitat Complutense de Madrid, on el 1987 fou nomenat director d'investigació i el 1995 vicerector. També ha col·laborat a les empreses Asahi Chemical Industries, UBE Chemical Europe, Invista i ExxonMobil.
Ha treballat sobre l'Enginyeria de la Reacció Química (catàlisi aplicada, reactors químics, Desenvolupament de Processos) i tecnologies ambientals (Gestió i Tractament de Residus, remediació de sòls contaminats).
Pel que fa a premis, el 1990 va rebre la medalla de recerca de la Reial Societat Espanyola de Química, el 1992 la Gran Creu del Mèrit Militar, el 1996 la Medalla d'Or de la Universitat Complutense de Madrid i en 2004 el V Premi "Professor Martínez Moreno" en investigació de química aplicada. En 2003 fou nomenat doctor Honoris causa per la Universitat del País Basc. En 2001 fou nomenat acadèmic de la Reial Acadèmia de Doctors d'Espanya. En 2002 fou escollit acadèmic de la Reial Acadèmia de Ciències Exactes, Físiques i Naturals i va ingressar en 2004 amb el discurs "Catalizadores y procesos catalíticos".

## Obres
- Transporte en sólidos porosos, amb Félix García-Ochoa Soria i Aurora Santos López Madrid : s. n., D.L. 1989 [Madrid. ISBN 84-7491-267-9